# Багадорестан
Багадорестан (перс. بهادرستان) — село в Ірані, у дегестані Сарук, у бахші Сарук, шагрестані Фараган остану Марказі. За даними перепису 2006 року, його населення становило 477 осіб, що проживали у складі 116 сімей.

## Клімат
Середня річна температура становить 10,40 °C, середня максимальна – 28,90 °C, а середня мінімальна – -10,81 °C. Середня річна кількість опадів – 266 мм.
| Клімат поселення                              | Клімат поселення | Клімат поселення | Клімат поселення | Клімат поселення | Клімат поселення | Клімат поселення | Клімат поселення | Клімат поселення | Клімат поселення | Клімат поселення | Клімат поселення | Клімат поселення | Клімат поселення |
| Показник                                      | Січ.             | Лют.             | Бер.             | Квіт.            | Трав.            | Черв.            | Лип.             | Серп.            | Вер.             | Жовт.            | Лист.            | Груд.            |                  |
| Середній максимум, °C                         | 4,74             | 6,11             | 10,10            | 16,89            | 22,04            | 27,42            | 28,90            | 28,73            | 23,92            | 17,62            | 10,98            | 5,47             |                  |
| Середня температура, °C                       | −3,04            | −1,66            | 2,33             | 9,13             | 14,26            | 19,64            | 23,64            | 23,48            | 18,67            | 12,35            | 5,71             | 0,20             |                  |
| Середній мінімум, °C                          | −10,81           | −9,43            | −5,44            | 1,36             | 6,50             | 11,88            | 18,38            | 18,22            | 13,40            | 7,10             | 0,46             | −5,04            |                  |
| Норма опадів, мм                              | 39               | 36               | 48               | 36               | 36               | 6                | 1                | 1                | 0                | 7                | 22               | 34               |                  |
| Середньомісячна швидкість вітру, м/с          | 1.72             | 2.34             | 2.65             | 2.61             | 2.69             | 2.26             | 2.22             | 2.14             | 2.03             | 1.91             | 1.81             | 1.26             |                  |
| Середньомісячна сонячна радіація, кДж/м²·день | 9011             | 11994            | 14899            | 18331            | 22127            | 27009            | 26028            | 24106            | 21137            | 15642            | 10969            | 9001             |                  |
| --------------------------------------------- | ---------------- | ---------------- | ---------------- | ---------------- | ---------------- | ---------------- | ---------------- | ---------------- | ---------------- | ---------------- | ---------------- | ---------------- | ---------------- |
| Джерело:                                      |                  |                  |                  |                  |                  |                  |                  |                  |                  |                  |                  |                  |                  |